# Tarennoidea axillaris
Tarennoidea axillaris är en måreväxtart som först beskrevs av Henry Nicholas Ridley, och fick sitt nu gällande namn av Deva D. Tirvengadum och Claude Henri Léon Sastre. Tarennoidea axillaris ingår i släktet Tarennoidea och familjen måreväxter. Inga underarter finns listade i Catalogue of Life.